# Myrgaszen
Myrgaszen – wieś w Armenii, w prowincji Kotajk. W 2011 roku liczyła 1933 mieszkańców.